# Agapetus insons
Agapetus insons là một loài Trichoptera trong họ Glossosomatidae. Chúng phân bố ở miền Cổ bắc.